# St.-Minas-Kirche (Teheran)

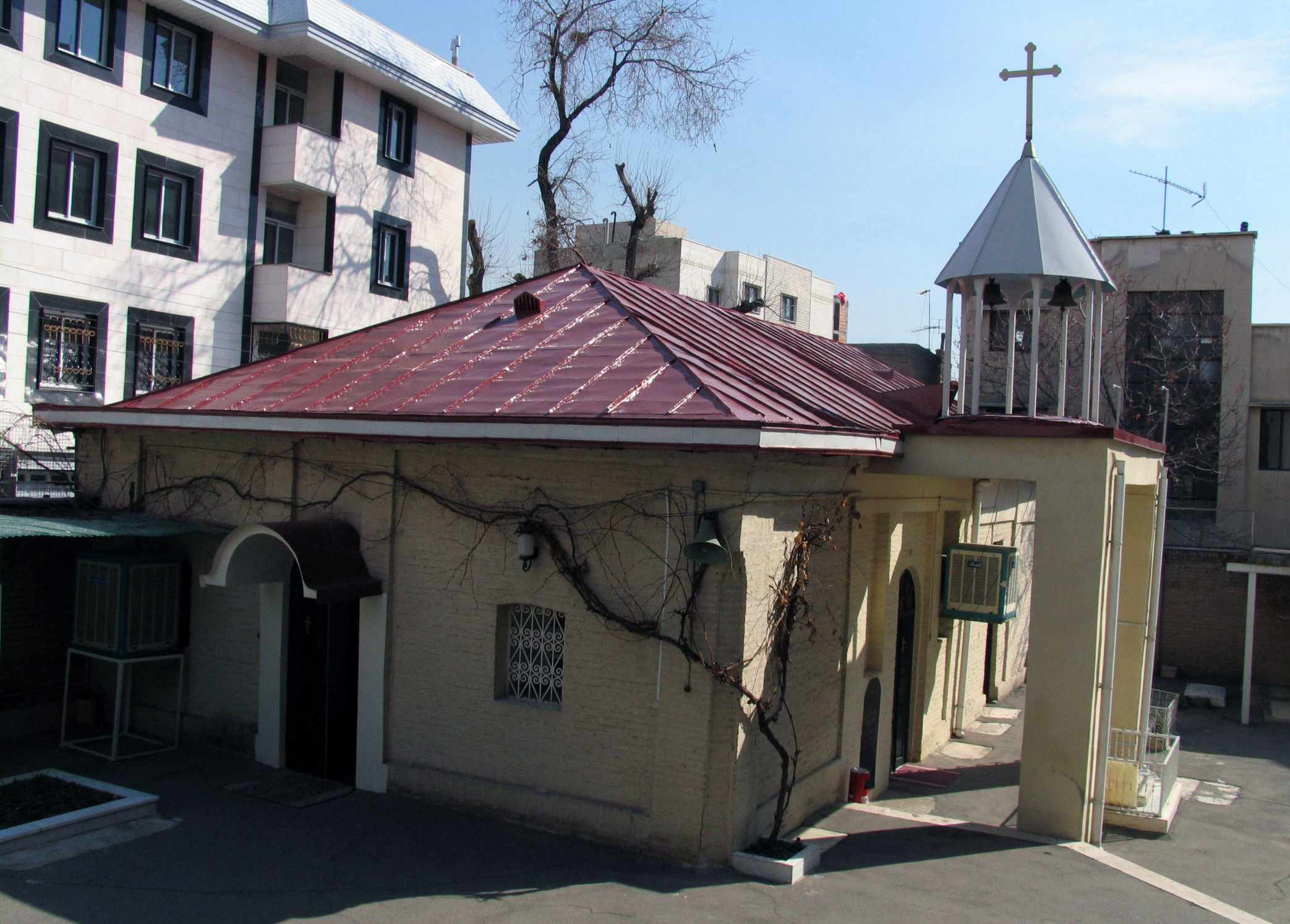
St.-Minas-Kirche in Teheran, 2006

Die St.-Minas-Kirche (armenisch Սուրբ Մինաս եկեղեցի, persisch کلیسای میناس مقدس) ist eine Kirche in der iranischen Hauptstadt Teheran, die im Jahre 1875 geweiht wurde. Sie gehört zum Bistum Teheran der Armenisch-Apostolischen Kirche.

## Standort
Die armenische St.-Minas-Kirche in Teheran befindet sich im nördlichen Vorort Vanak zwischen der Gasse der Armenischen Burg (کوچه قلعه ارمنی) im Nordwesten und der Straße Eyas im Südosten, rund 150 m westlich der Ararat-Straße, an deren Ostseite sich der Ararat-Sportkomplex befindet.

## Geschichte
Mitte des 19. Jahrhunderts war Vanak noch ein Dorf, in dem in der „Armenischen Burg“ (قلعه ارامنه) 1200 Armenier lebten. Diese waren aus Tschahār Mahāl hierher umgesiedelt worden. Um Gottesdienste zu besuchen, mussten sie den weiten Weg nach Teheran gehen. So beschlossen sie, vor Ort eine Kirche zu bauen. Hierzu stellte der Finanz- und Premierminister unter Naser al-Din Schah, Mirzā Yusef Mostofi ol-Mamālek (Vater von Mirzā Hassan Mostofi ol-Mamālek), Land in Vanak zur Verfügung. Eine erste Kapelle entstand hier 1856 und wurde 1875 zur Kirche in ihrer heutigen Gestalt ausgebaut.

## Architektur
Die armenische St.-Minas-Kirche in Teheran steht in nordwest-südöstlicher Richtung. Ein Eingang befindet sich am nordwestlichen Ende, ein Narthex mit einem kleinen Glockenturm und Kreuz sowie einem weiteren Eingang an der südwestlichen Seite, der Altar dagegen im Südosten. Die aus Ziegeln gemauerte und außen hellgelb gestrichene, innen mit Gips verputzte Kirche steht auf rechteckigem Grundriss und hat ein Walmdach. Sie 17 m lang und 9,5 m breit und steht zwei Treppenstufen niedriger als der Hof. Die Decke wird von hölzernen Pfeilern mit vierkantigem Querschnitt getragen. An drei Seiten des Gebäudes befinden sich Oberlichter.

## Hier begrabene Personen
Auf dem Kirchhof sind neben Armeniern dieser Gegend einige russische und englische Christen begraben. Früher war auch die Fläche des Sportkomplexes Ararat Friedhofsgelände der Kirche.